# Јелендол (Тржич)
Јелендол (словен. Jelendol) је насељено место у општини Тржич, Горењска регија, Словенија.

## Историја
До територијалне реорганизације у Словенији био је у саставу старе општине Тржич.

## Становништво
У попису становништва из 2011. године, Јелендол је имао 136 становника.
| Број становника према пописима | Број становника према пописима | Број становника према пописима |
| ------------------------------ | ------------------------------ | ------------------------------ |
| 1991                           | 2002                           | 2011                           |
| 156                            | 170                            | 136                            |

Напомена: До 1955. исказивано под именом Путерхоф.

## Галерија
- улаз у насеље
- Караванке, планина Шија
- Стеговнишки водопад
- река Тржишка Бистрица